# Austrothelphusa tigrina
Austrothelphusa tigrina е вид ракообразно от семейство Gecarcinucidae. Видът е уязвим и сериозно застрашен от изчезване.

## Разпространение и местообитание
Разпространен е в Австралия (Куинсланд).
Обитава сладководни басейни, пясъчни дъна на морета, реки и потоци.